# Галуазитні нанотрубки

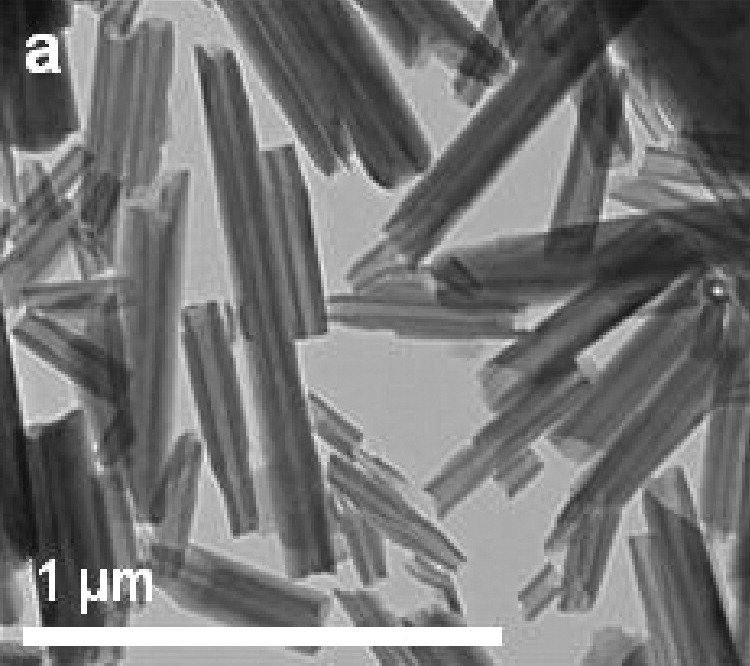
Мікрофотографія нанотрубок галуазиту

Галуазитні (галоізитні) нанотрубки (скорочено — ГНТ) — трубчасті наноутворення галуазиту (галоізиту) — природного силікатного мінералу, що був ідентифікований у 1826 році, як споріднений до каолініту, дикіту і накриту, елементний склад якого відповідає формулі {\displaystyle {\ce {Al2Si2O5(OH)4}}} • {\displaystyle {\ce {nH2O}}}, де {\displaystyle {\ce {n=0-2}}}.
ГНТ відносяться до гідрофільних твердих тіл з кутом змочування близько 10°.
Активно застосовуються у біомедицині.